# 鳳上線
鳳上線（ほうじょうせん）は、中華人民共和国の鉄道路線。遼寧省鳳城市に位置する瀋丹線鳳凰城駅より中朝国境の丹東市寛甸満族自治県を連絡する。1938年に着工されたが日中戦争期間中には工事は中止され、1950年に完成した。瀋陽局が管轄する。
鳳凰城駅より上河口駅まで154 kmの鉄道路線である。また、上河口駅の先で鴨緑江を渡り北朝鮮領内に続いている（平北線）。瀋陽より長甸駅まで1往復、また灌水駅より通化駅までの通灌線が開通し、丹東より1往復の直通運転の普快列車は灌水駅より通灌線に入る。